# 輻射蛹螺
辐射蛹螺（學名：Pusula radians），又名辐射猎女神螺，是一種小型的海螺物種，屬於寶螺總科猎女神螺科的海洋腹足纲软体动物。

## 型態描述
本物種的成螺體長可達21（0.83英寸），直徑約15（0.59英寸）。螺殼呈卵形，粉紅色，上飾有淺棕色圓點。背部有疣點，底部有強肋紋。殼口窄長、沿殼長，外唇内捲，有唇齒。

## 分佈
本物種廣泛分佈於太平洋東岸，北起墨西哥的下加利福尼亞半島、尼加拉瓜、厄瓜多尔至秘鲁。本物種棲息於潮間帶岩石底下。

## 外部連結
- Biolib （页面存档备份，存于）
- Discover Life （页面存档备份，存于）
- Keen, Angeline Myra. .   [2018-12-25]. （原始内容存档于2020-09-14） （英语）.